# 小行星6355
小行星6355（英語：6355 Univermoscow）是一颗围绕太阳公转的小行星。1969年10月15日，柳德米拉·切爾尼赫在克里米亚发现了此天体。
这颗小行星的绝对星等为234.9948429533003等。